# Nouveau roman
A expressão nouveau roman (pronúncia em francês: [nuvo ʁɔmɑ̃], novo romance) refere-se a um movimento literário francês dos anos 1950 que diverge dos gêneros literários clássicos. Émile Henriot cunhou o título num artigo do popular jornal francês Le Monde, no dia 22 de maio de 1957, para descrever os experimentos estilísticos de alguns escritores, que criavam um estilo essencialmente novo a cada romance.
Alain Robbe-Grillet, um influente teórico assim como um representante do nouveau roman, publicou uma série de ensaios sobre a natureza e o futuro do romance que foram posteriormente reunidos na obra Pour un nouveau roman. Rejeitando muitas das características estabelecidas no romance até então, Robbe-Grillet julgou os romancistas predecessores como antiquados em razão do foco que colocavam no enredo, na ação, na narrativa, nas ideias e nos personagens. Em vez disso, ele apresentou uma teoria do romance cujo foco recai sobre os objetos: o nouveau roman ideal seria uma versão e visão individual das coisas, subordinando trama e personagem aos detalhes do mundo ao invés de arrolar o mundo a serviço deles. Assim, de acordo com os autores do nouveau roman, não faria sentido escrever romances à maneira de Balzac, com personagens bem definidos, enredo com começo, meio e fim. Eles estariam, em vez disso, mais próximos da literatura introspectiva de Stendhal ou Flaubert. Não admitiam a descrição dos personagens — que segundo eles, seria influenciada por viés ideológico —, mas a exploração dos fluxos de consciência. 
A despeito das afirmações de nouveauté (novidade), esta visão do romance pode ser entendida como o desenvolvimento das sugestões e práticas de escritores anteriores. Joris-Karl Huysmans, noventa anos antes, havia sugerido como o romance pode ser despersonalizado; mais recentemente, Franz Kafka mostrou que os métodos convencionais de representação dos personagens não eram essenciais; James Joyce provou o mesmo no que se refere à trama; e autores absurdistas já haviam se envolvido com alguns dos temas que preocuparam os escritores do nouveau roman. A influência de Virginia Woolf, assim como de Sartre e Camus, também é evidente.
O estilo nouveau roman também deixou sua marca no cinema. Escritores, como Marguerite Duras e Alain Robbe-Grillet, envolveram-se  com o movimento cinematográfico da Rive Gauche (frequentemente considerado como parte da Nouvelle Vague), e sua colaboração com o diretor Alain Resnais resultou em sucessos de crítica tais como Hiroshima mon amour (1958) e O Último Ano em Marienbad (1961). Mais tarde eles viriam a dirigir seus próprios filmes. 

## Escritores
- Alain Robbe-Grillet
- Claude Ollier
- Claude Simon
- Gérard Bessette
- Hélène Bessette
- Jean Ricardou
- Julio Cortázar
- Marguerite Duras
- Maria Judite de Carvalho
- Maurice Blanchot
- Michel Butor
- Nathalie Sarraute
- Philippe Sollers
- Robert Pinget